# Balatonszemes
Balatonszemes község Somogy vármegyében, a Siófoki járásban.

## Fekvése
A Balaton déli partján fekszik, Budapesttől mintegy 130 kilométerre. A Külső-Somogyi dombvidék északi, Balatonra néző lejtőire települt, amelyek a község területén majdnem mindenütt meredek letöréssel mennek át a part menti fél-egy kilométer széles síkságba.
A közvetlenül határos települések: kelet felől Balatonőszöd, délkelet felől Teleki és Nagycsepely, dél felől Rádpuszta (Balatonlelle része), nyugat felől pedig Balatonlelle. Balatoni vízterülete révén elméletileg határos Balatonszepezddel, Zánkával és Balatonakalival; illetve a közúton közlekedők számára úgy tűnhet, hogy kelet felől Balatonszárszóval, dél felől pedig Visz a legközelebbi szomszédja. 
Balatonszemes szőlőtermő területe a Balatonboglári borvidék része.

### Megközelítése
Legfontosabb közúti megközelítési útvonalai a 7-es főút és az M7-es autópálya: előbbi a központján is áthalad, utóbbi pedig délről elkerüli azt, de a közvetlen közelében két csomópontja is van. Lakott területének nyugati szélén van továbbá a 67-es főút északi végpontja, amely főút Szigetvár és Kaposvár térségét kapcsolja össze a „magyar tenger” déli parti üdülőövezetével.
Korábban keleti szomszédja, Balatonőszöd központjával – amely a tóparttól kissé távolabb alakult ki – a 6502-es út kötötte össze, de utóbbi 2024 őszi állapot szerint már nem minősül országos közútnak, ismeretlen időpontban önkormányzati úttá minősítették vissza.
A hazai vasútvonalak közül a települést a Budapest–Murakeresztúr-vasútvonal érinti, melynek egy állomása van itt, Balatonszemes vasútállomás.

## Neve
Első ismert említése Villa Scemes alakban írva maradt fent II. Endre idejéből. Később – egészen 1912-ig – Faluszemesnek hívták, valószínűleg megkülönböztetésül a közelben, Balatonföldvártól délre fekvő Pusztaszemes községtől. A mai név első tagja a tó közelségére utal, második tagja pedig a szem szóval függ össze. A szemes minden bizonnyal őrhely voltára utal, ugyanis az ókortól kezdve itt haladt a Balaton déli partját követő kereskedelmi és hadi út, amelyet figyelni, őrizni kellett.
Egyes településtörténeti források a tihanyi alapítólevelet tüntetik fel a település nevének első ismert említéseként, arra hivatkozva, hogy abban a Samas helynév is szerepel; mások vitatják ezt mert szerintük az alapítólevél kérdéses helyén tulajdonképpen Gamas faluról van szó, amely megfelel a mai Gamásnak.

## Története
Az őskor óta lakott terület. A mai temetőben feltárt hatalmas halomsír vaskori eredetű, amelybe minden bizonnyal egy előkelő személy hamvait temették. 
Az ókorból származó régészeti leletek tanúsága szerint éltek itt kelták és rómaiak is.
A honfoglalástól kezdve magyarok lakták. Itt távolodott el a Balaton partjától délnyugatnak a Dunától az Adria felé tartó főútvonal, s ezért mint kitüntetett és jól védhető pont a régi időktől fogva megerősített hely volt. A mai Bagolyvár helyén még a középkorban is földvár állt (Bolondvár néven), amely a török időkben a végvári láncolat részét képezte, s mint ilyen hol a magyarok, hol a törökök kezére került; többször lerombolták, majd újra megerősítették. (A jelenlegi „Bagolyvár” nevű épületet 1898-ban az egykori erősség helyén építették; ez volt az első szemesi nyaraló.)
Műemlék templomának legkorábbi, romanikus stílusú részei a 12. századból származnak. 1325 körül kibővítették; ebből az építési korszakból mára a gótikus szentély maradt fenn. A templom nevezetessége a szentélyben lévő, hazánkban ritkaságnak számító 16. századi reneszánsz pastoforium (szentségtartó fülke). 
A török időkben megrongálódott templomot a települést birtokló Hunyady család 1740 körül barokk stílusban építtette újjá; az épület többi része e korból való, de az 1972-ben elkészült helyreállítás során rekonstruálták a korábbi korokból származó maradványokat is.
A falutól délnyugatra, Rád-puszta határában 13. századi templom romjai állnak. A községtől délre, a Bagó-dombi kemping közelében feltáratlanul rejtőznek egy 14. századi pálos kolostor romjai.
A 18–19. században, 1790-től 1861-ig postakocsi lóváltó-állomás is működött a községben, mely ekkoriban a déli part jelentős településének számított. A Hunyadyak által a család kastélya közelében építtetett, ma is álló barokk postaépületben ma Postamúzeum működik.
Történelmi nevezetesség, hogy a magyar szabadságharc ellen támadó Jellasics horvát bán 1848. szeptember 21-én a faluban ütötte fel főhadiszállását. Itt kívánt személyesen találkozni István nádorral, aki a Kisfaludy gőzhajóval akart kikötni Szemes partjánál, de ez a szándéka – s így a találkozás – a Balaton alacsony vízállása miatt meghiúsult.
A község lakossága eredetileg mezőgazdasággal és halászattal foglalkozott. Fürdőhelyként Balatonszemest csak az 1880-as évektől kezdték számításba venni. A főleg budapesti nyaralók eleinte a helyi lakosok kiadó szobáit bérelték ki az üdülőidényben, majd 1895-től a parthoz közel eső részek parcellázásával megkezdődött a felső és alsó üdülőtelep (az utóbbi neve Hunyady-telep az eredeti birtokos család neve után) kiépülése, amelynek 1913-ban újabb lökést adott a hajókikötő megépítése.
A "szocializmus" éveiben a Hunyady-telep parkjának helyén jött létre a Balaton-part nagy szovjet gyermek-üdülőtábora, amelynek jelenléte némiképp rányomta bélyegét az üdülőhely hangulatára, ahogy az is, hogy a parti sávban való közlekedést kelet (Balatonőszöd) felől megnehezítette a Minisztertanács ott felépített, jól őrzött üdülője.
1976. június 4-én a balatonszemesi vasútállomás közelében érte a halál – az általa annyira tisztelt József Attilának a szomszédos Balatonszárszón bekövetkezett halálára tragikusan emlékeztető módon – a faluhoz családilag is kötődő Latinovits Zoltánt, akinek a község temetőjében lévő sírja és síremléke azóta zarándokhellyé, nevezetességgé vált.
A rendszerváltás óta Balatonszemes mint üdülőhely igyekszik visszanyerni a 20. század első felében kialakult, a középosztályhoz kötődő polgári, családias arculatát. Ennek egyik jelképe volt a parton álló Vigadó épülete, amelyet azonban újabb építkezések miatt 2018-ban lebontottak.

## Közélete

### Polgármesterei
| Időszak   | Polgármester           | Párt        |
| --------- | ---------------------- | ----------- |
| 1990–1994 | Illés Antal            | FKgP        |
| 1994–1998 | Illés Antal            | független   |
| 1998–2002 | Illés Antal            | független   |
| 2002–2006 | Illés Antal            | független   |
| 2006–2010 | Takács József          | független   |
| 2010–2014 | Takács József          | független   |
| 2014–2019 | Takács József          | független   |
| 2019–2020 | Szomorú Szilárd István | Fidesz-KDNP |
| 2020–2024 | Németh Kornélné        | Fidesz-KDNP |
| 2024–     | Iváncsics Zsolt        | Fidesz-KDNP |

A településen 2020. október 4-én időközi polgármester-választást kellett tartani, mert az előző polgármester 2020. július 1-jei hatállyal bejelentette lemondását. A választáson három független és egy, a kormánypártok által támogatott jelölt indult, s utóbbi a szavazatok közel kétharmadát (63,81 %-át) megszerezve nyerte el a polgármesteri tisztséget.

## Népessége
A település népességének változása:
| Lakosok száma | 1827 | 1790 | 1763 | 1826 | 1618 | 1701 | 1663 |
|               | 2013 | 2014 | 2015 | 2021 | 2022 | 2023 | 2024 |

A 2011-es népszámlálás során a lakosok 81,6%-a magyarnak, 4,3% németnek, 0,9% cigánynak, 0,3% horvátnak, 0,2% románnak mondta magát (17,9% nem nyilatkozott; a kettős identitások miatt a végösszeg nagyobb lehet 100%-nál). A vallási megoszlás a következő volt: római katolikus 45,8%, református 6,3%, evangélikus 2,1%, felekezet nélküli 9,1% (28,5% nem nyilatkozott).
2022-ben a lakosság 84,7%-a vallotta magát magyarnak, 3% németnek, 0,5% cigánynak, 0,2% szlováknak, 0,2% bolgárnak, 0,1-0,1% horvátnak, görögnek, románnak, ruszinnak, ukránnak és szlovénnek, 2,8% egyéb, nem hazai nemzetiségűnek (14,7% nem nyilatkozott; a kettős identitások miatt a végösszeg nagyobb lehet 100%-nál). Vallásuk szerint 34,7% volt római katolikus, 6% református, 1,7% evangélikus, 0,2% görög katolikus, 8,3% egyéb keresztény, 1,5% egyéb katolikus, 8,3% felekezeten kívüli (39% nem válaszolt).

## Nevezetességei
- Római katolikus templom
- Hunyady-kastély
- Uradalmi magtár a 18. századból
- Postamúzeum
- Postás-emlékmű a múzeum udvarán
- Kistücsök étterem
- Bagolyvár

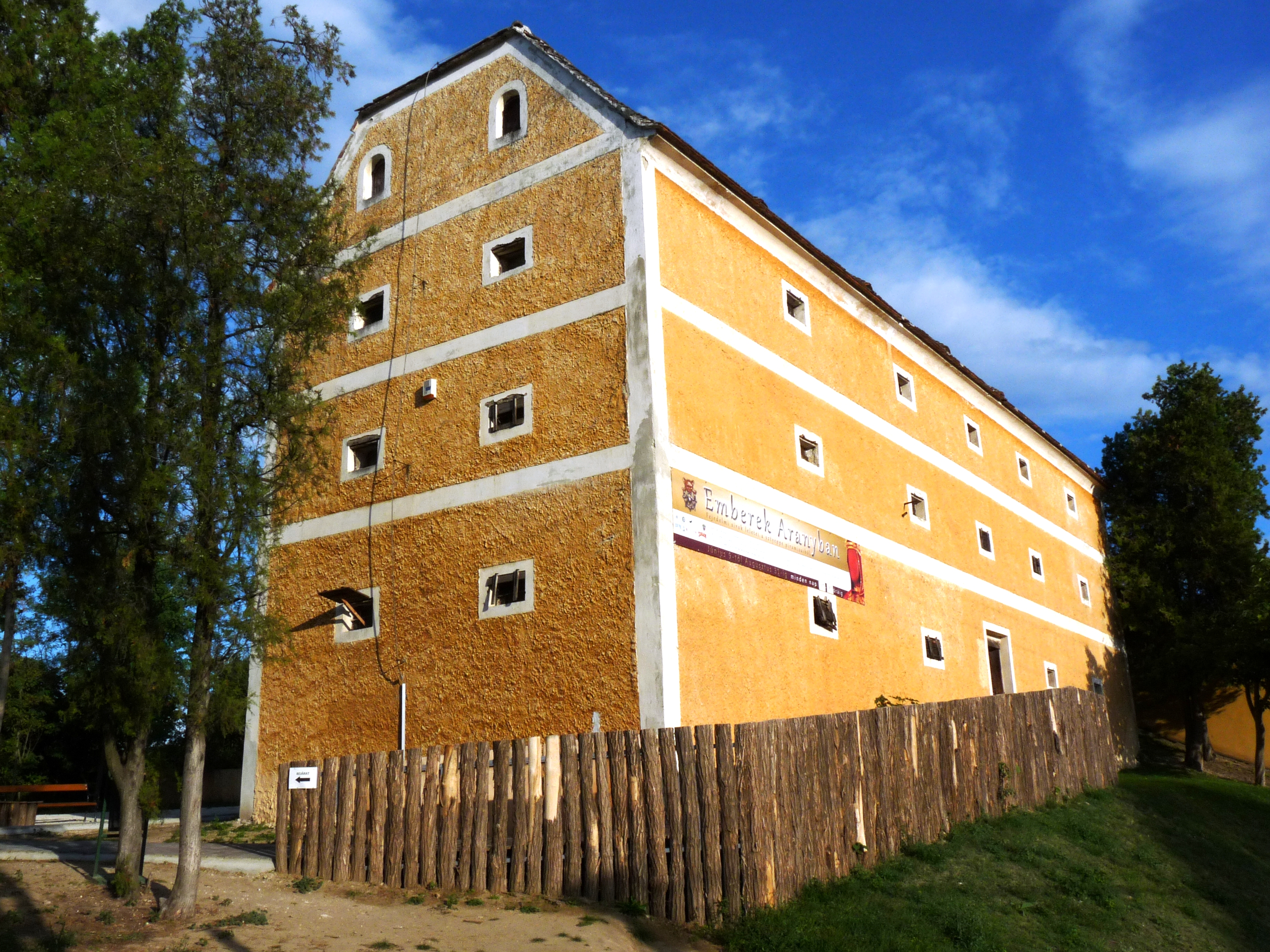
Műemlék uradalmi magtár

- Sapkadomb (vaskori halomsír a temetőben)
- Eötvös Károly nyaralója
- Latinovits Zoltán Múzeum
- Melocco Miklós Latinovits Zoltán-szobra
- Aurelius Respectus síremléke (Árnyas fasor 1.)
- Vigadó

## Képek

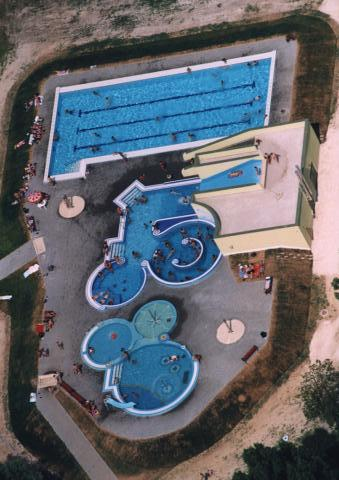
Légi felvétel a balatonszemesi strandról
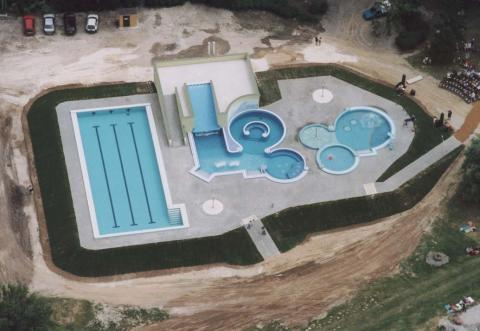
Légi felvétel a balatonszemesi strandról
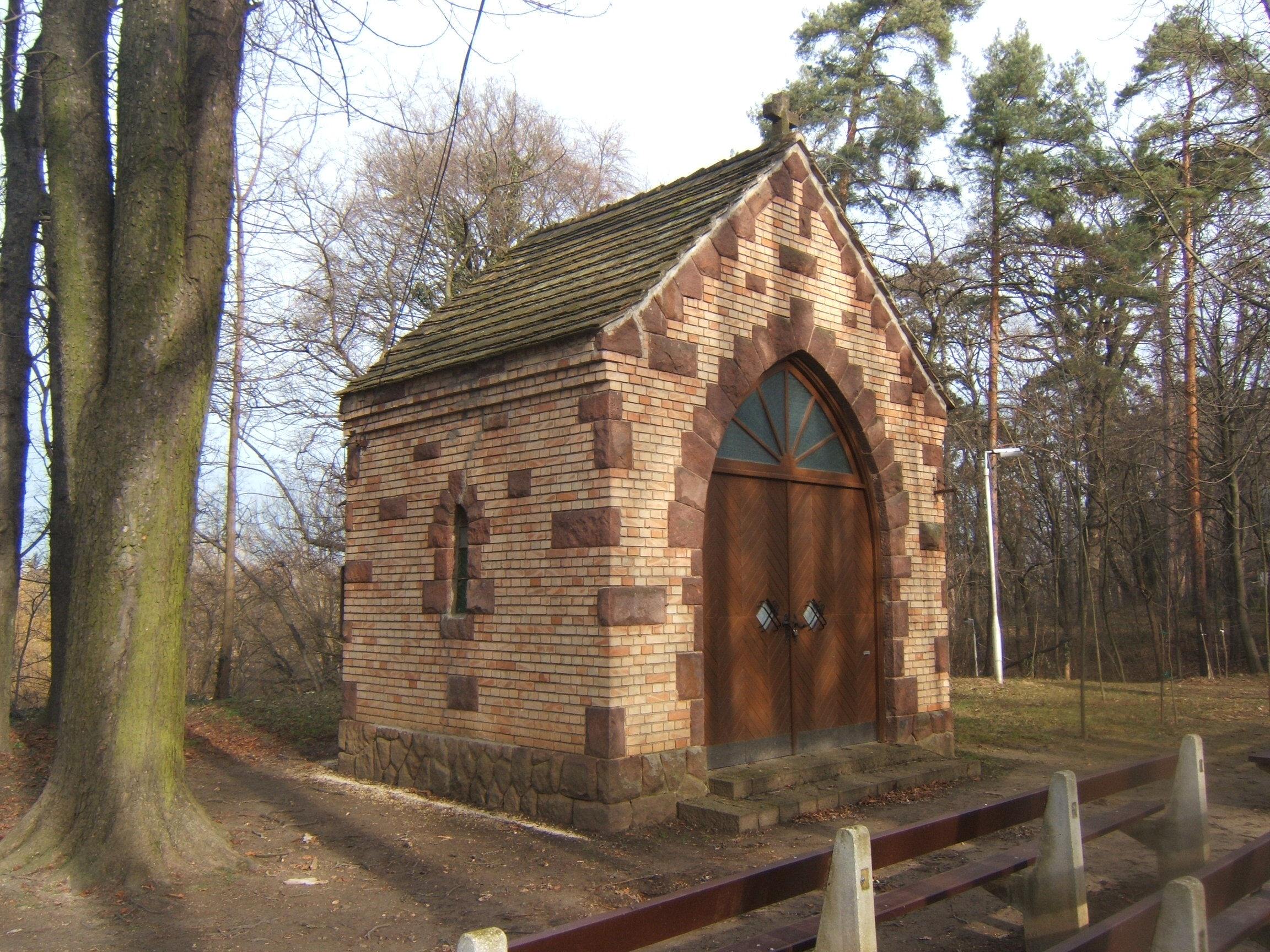
A Bagolyvár utcai kápolna

## Híres emberek
- Szőllősy Ferenc (1897–1977) újságíró, lapszerkesztő, az MTI kirendeltségének vezetője
- Reich Károly (1922–1988) grafikus, illusztrátor
- Latinovits Zoltán (1931–1976) színművész
- Angyal Pál (1873-1949) büntetőjogász
- Csonka Márta (1952. december 21. – 2008. június 9.) Wlassics Gyula-díjas művelődésszervező,[16] 29 éven át a balatonszemesi művelődési ház igazgatója, az 1994 óta évente megrendezett Latinovits Zoltán Vers- és Prózamondó Találkozó kezdeményezője[17]
- Itt nyugszik Bujtor István színész.

## Balatonszemes az irodalomban
- A balatonszemesi Bolondvár az egyik helyszíne Fekete István író A koppányi aga testamentuma című ifjúsági regényének.
- Balatonszemes az egyik, érintőlegesen említett helyszíne Örkény István Irodalom és szerelem című egyperces novellájának.

## Testvérvárosai
- Schönbrunn (Baden), Németország
- Csíkszentdomokos, Székelyföld